# 99 Cent II Diptych
99 cent est un diptyque photographique réalisé en 1999 à Los Angeles par le photographe allemand Andreas Gursky. Il s'agit d'une des photographies les plus chères du monde.

## Description
99 cent est un diptyque photographique photo réalisée en 1999 à Los Angeles. Elle mesure plus de 2 mètres sur 3 mètres. 
Sur cette œuvre, on peut voir un supermarché avec des rayons et de nombreux produits très colorés, ce qui attire le regard. Non seulement les produits sont colorés, mais on peut aussi s'apercevoir qu'un grand nombre de prix se finit par 99 cents. L'image est prise dans un magasin d'une enseigne de distribution américaine qui privilégie les prix psychologiques.
La photographie est construite comme un dessin d'architecture avec les rayons horizontaux du supermarché perpendiculaires à ses colonnes verticales.
S'agit-il d'une dénonciation de la société de consommation ? Pour Claire Guillot du journal Le Monde, « L'artiste, qui s'est d'abord rêvé peintre, s'est toujours bien plus intéressé à l'ordonnancement des objets dans l'espace, à l'organisation interne d'une image, qu'à la réalité qu'elle recouvre. D'où les innombrables retouches, qui font basculer les oeuvres dans l'artifice. » Et de citer Andreas Gursky : « La critique sociale, c'est à vous de la voir. Mon intérêt principal est de faire des images. ». Il procède également à des retouches sur ses clichés, sur ce cliché en saturant les couleurs des produits dans les rayonnages et en ajoutant un reflet au plafond (une façon, cette fois, de saturer l'espace).

## Prix de vente
Elle a été, pendant quelques mois, la photographie la plus chère du monde lors d'une vente chez Sotheby's le 7 février 2007, où elle a été adjugée pour 3,34 millions de dollars. La vente d'un autre tirage à New York en mai 2006 avait rapporté 2,25 millions, et un troisième tirage avait été vendu 2,48 millions par une galerie new-yorkaise en novembre de la même année.